# General Santos
General Santos is een stad in de Filipijnse provincie South Cotabato op het eiland Mindanao. Bij de laatste census in 2007 had de stad bijna 530 duizend inwoners.

## Geografie

### Bestuurlijke indeling
General Santos is onderverdeeld in de volgende 26 barangays:
| - Apopong - Baluan - Batomelong - Buayan - Bula - Calumpang - City Heights - Conel - Dadiangas East - Dadiangas North - Dadiangas South - Dadiangas West - Fatima | - Katangawan - Labangal - Lagao - Ligaya - Mabuhay - Olympog - San Isidro - San Jose - Siguel - Sinawal - Tambler - Tinagacan - Upper Labay |

## Demografie
General Santos had bij de census van 2007 een inwoneraantal van 529.542 mensen. Dit zijn 117.720 mensen (28,6%) meer dan bij de vorige census van 2000. De gemiddelde jaarlijkse groei komt daarmee uit op 3,53%, hetgeen hoger is dan het landelijk jaarlijks gemiddelde over deze periode (2,04%). Vergeleken met de census van 1995 is het aantal mensen met 202.369 (61,9%) toegenomen.

De bevolkingsdichtheid van General Santos was ten tijde van de laatste census, met 529.542 inwoners op 492,86 km², 1074,4 mensen per km².

## Geboren in General Santos
- Pedro Acharon jr. (8 februari 1958), politicus.